# Cosymbia
Cosymbia (a.k.a. Cosymbiini) từng là một chi thuộc họ Geometridae. Từ năm 1999 nó đã được chuyển sang tên đồng nghĩa là Cyclophora.

## Hình ảnh

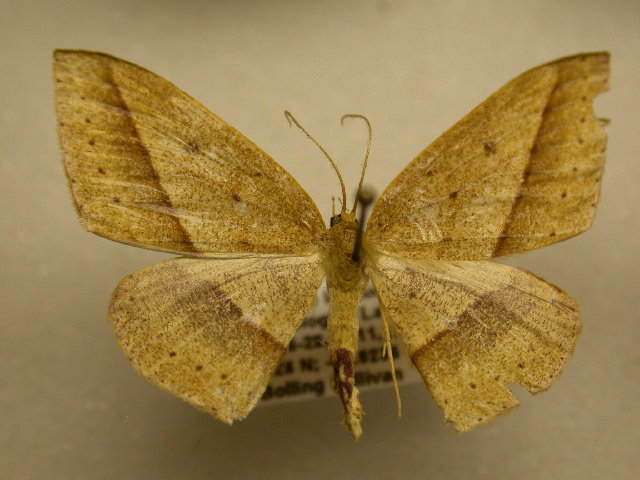
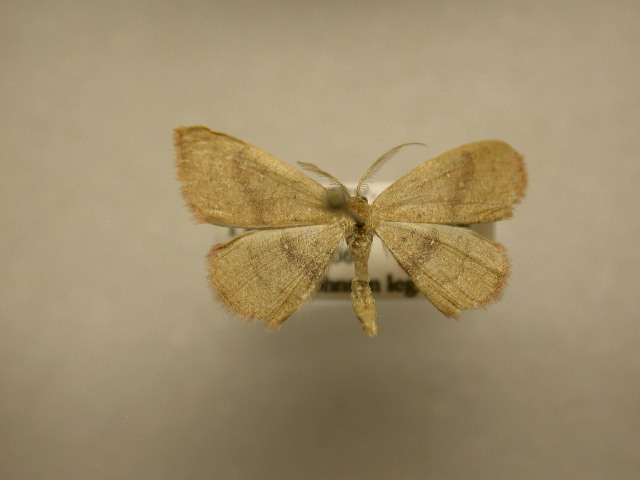
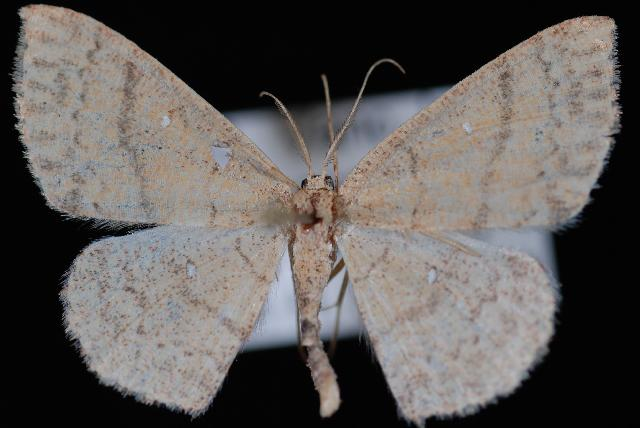
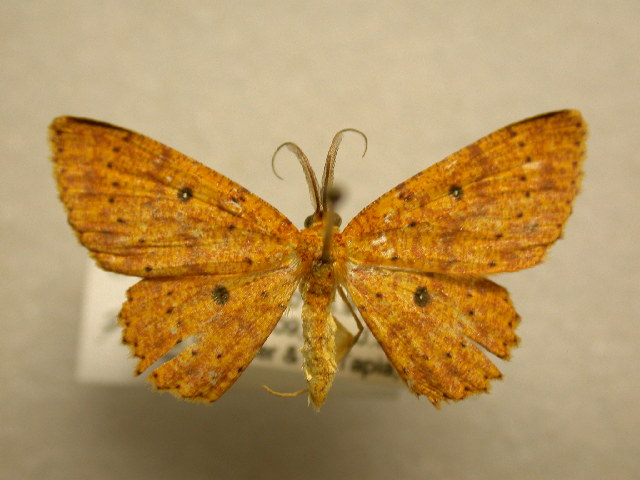